# خوان كاموس
خوان كاموس (مواليد 1929) هو مبارز بالسيف فنزويلي، مثّل بلاده في الألعاب الأولمبية الصيفية 1952.

## روابط رياضية
خوان كاموس على موقع أوليمبيديا (الإنجليزية)